# Dàric

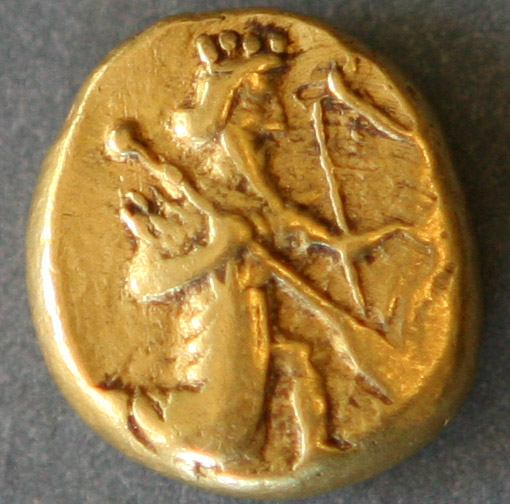
Dàric aquemènida.

El dàric o estàter dàric (en grec antic στατὴρ δαρεικός) era una moneda persa aquemènida introduïda per Darios I el Gran. Cada peça tenia entre 8,25 i 8,46 grams d'or, i corresponia al sicle de Babilònia. Portava a un costat la figura d'un arquer coronat i a l'altre una espècie de quadrat enfonsat.
Heròdot diu que Darios I, fill d'Histaspes, va reformar les monedes perses i va encunyar peces d'or pur i en general es pensa que el dàric va prendre el nom d'aquest Darios, encara que Valeri Harpocració diu que ja existia la moneda abans del seu temps. Se suposa que era una paraula del persa antic, dari-, que significava daurat, groc. La moneda va circular tant a Pèrsia com a Grècia. Hi havia una gran quantitat de dàrics en circulació, i una història que, entre d'altres, menciona Plutarc, parla de Piti, un lidi molt ric, que en posseïa quatre milions. En temps de Xenofont un dàric era el sou d'un mes d'un mercenari grec a Àsia.
Quan Alexandre el Gran va conquerir Pèrsia, els dàrics es van deixar d'encunyar i es van substituir per monedes macedòniques, però a les ciutats fundades pels grecs a l'orient es van continuar fent, amb un valor més elevat, ja que portaven el doble d'or.
A més dels dàrics d'or circulaven monedes de plata amb les mateixes figures, que tenien el nom de σίγλος (sicle), i que s'anomenaven també dàrics de plata.